# Cruz do Espírito Santo
Cruz do Espírito Santo is een gemeente in de Braziliaanse deelstaat Paraíba. De gemeente telt 15.854 inwoners (schatting 2009).
De gemeente grenst aan Pedras de Fogo, São Miguel de Taipu, Sapé, Sobrado en Santa Rita.